# ANAND Group
ANAND Group es una empresa de Industria automotriz, con sede en Delhi, India. Fabrica y suministra sistemas y componentes de automoción.

## Historia
Anand fue fundada en 1961 por Deep C Anand, la organización lleva su nombre. En 2009 Takata Corporation se comprometió con ANAND Grupo para producir sistemas de seguridad. En 2013 ANAND decidió invertir 1.200 millones de rupias en el desarrollo de nuevos productos. La empresa insignia del Grupo, Gabriel se creó en colaboración con Maremont Corporation, EE. UU. para la fabricación de amortiguadores en Mulund en Mumbai.

## Información general

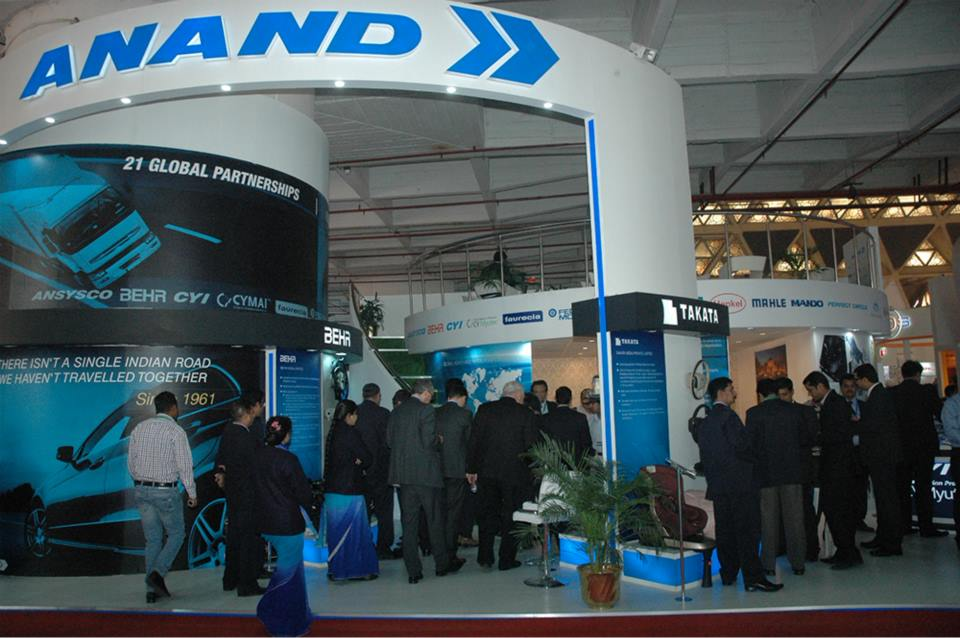
Auto Expo 2014.

ANAND Group fue fundada por Deep C Anand, y lleva el nombre del fundador. La empresa fabrica componentes para la industria automotriz. Ha traído diferentes tipos de productos para la industria automotriz de la India. Gabriel India fue el primer negocio de la empresa. Gabriel está llamada a ser la compañía insignia del grupo. Asimismo, se refirió como una de las mejores empresas para trabajar en 2012. Fuera de 600 organizaciones, que se inscribieron para Mejores Empresas de la India, a través de diferentes mercados verticales en 2012, llevada a cabo por The Economic Times y Gran lugar para Work Institute, India, Gabriel India Ltd es uno de los pocos en el sector de auto-componentes, junto con Apollo Tyres Ltd, Eaton Technologies Pvt Ltd y Rane Engine Valve Ltd.

## Fundación de SNS
La fundación de la SNS se ha comprometido a avanzar en un enfoque de derechos centrados a los niños y las mujeres en la India rural y urbana en los sectores de la educación para todos. Agilent Technologies se ha unido con esta fundación y Oakridge International School, para la mejora de la ciencia y la enseñanza de las matemáticas en las escuelas de escasos recursos.